# Ašdot Ja'akov
Ašdot Ja'akov (hebrejsky: אַשְׁדוֹת יַעֲקֹב, doslova "Ja'akovovy peřeje", anglicky: Ashdot Ya'akov, v oficiálním seznamu sídel Ashdot Ya'aqov) byla vesnice typu kibuc v Izraeli, v Severním distriktu, dva kilometry jižně od břehů Galilejského jezera poblíž soutoku řek Jordán a Jarmuk v oblasti s intenzivním zemědělstvím. Byla založena roku 1933.
V roce 1951 se po ideologickém rozkolu v kibucovém hnutí Ašdot Ja'akov rozdělil na dva samostatné kibucy:
- v severní části vesnice vznikl Ašdot Ja'akov Me'uchad
- v jižní části vesnice vznikl Ašdot Ja'akov Ichud

Obě poloviny kdysi jednotné obce se od té doby vyvíjejí samostatně, jako dvě katastrální obce. Obě ale podléhají Oblastní radě Emek ha-Jarden.